# موریس بلاد
موریس بلاد (انگلیسی: Maurice Blood; ۱۵ فوریهٔ ۱۸۷۰ – ۳۱ مارس ۱۹۴۰) ورزشکار اهل بریتانیا بود.
وی در مسابقات کشوری و بین‌المللی در مجموع برندهٔ ۱ مدال برنز شده‌است.